# Madeline Fontaine
Pour les articles homonymes, voir Fontaine.
Madeline Fontaine est une créatrice de costumes française, active depuis les années 1980. 

## Biographie
Madeline Fontaine a été présidente de l'Association française des costumiers du cinéma et de l'audiovisuel (AFCCA) depuis sa création jusqu'en 2021. C'est Alice Cambournac qui lui succède à la présidence et Madeline Fontaine est élue présidente d'honneur de l'association en 2022.

## Filmographie
- Créatrice de costumes :
  - 1996 : Un samedi sur la Terre de Diane Bertrand
  - 1997 : La Cible de Pierre Courrège
  - 1997 : Violetta la reine de la moto de Guy Jacques
  - 1998 : Que la lumière soit ! de Arthur Joffé
  - 1999 : Babel de Gérard Pullicino
  - 1999 : Kennedy et moi de Sam Karmann
  - 2001 : Le Fabuleux Destin d'Amélie Poulain de Jean-Pierre Jeunet
  - 2002 : 20, avenue Parmentier de Christophe Jeauffroy
  - 2002 : Un monde presque paisible de Michel Deville
  - 2003 : Le Ventre de Juliette de Martin Provost
  - 2003 : Laisse tes mains sur mes hanches de Chantal Lauby
  - 2004 : Un long dimanche de fiançailles de Jean-Pierre Jeunet
  - 2005 : Un fil à la patte de Michel Deville
  - 2008 : Astérix aux Jeux olympiques de Frédéric Forestier et Thomas Langmann
  - 2008 : Cash d'Éric Besnard
  - 2008 : Séraphine de Martin Provost
  - 2008 : Train de nuit de Jean-Pierre Jeunet, Court/Pub N°5 Chanel
  - 2009 : Micmacs à tire-larigot de Jean-Pierre Jeunet
  - 2011 : Poulet aux prunes de Marjane Satrapi et Vincent Paronnaud
  - 2011 : L’Épervier (TV) de Stéphane Clavier
  - 2012 : Les Papas du dimanche de Louis Becker
  - 2012 : Mes héros d'Éric Besnard
  - 2012 : Déjà Vu (Court/Pub) de Wong Kar-wai
  - 2012 : Camille redouble de Noémie Lvovsky
  - 2013 : L'Extravagant voyage du jeune et prodigieux T.S. Spivet de Jean-Pierre Jeunet
  - 2013 : Violette Leduc de Martin Provost
  - 2013 : Yves Saint-Laurent de Jalil Lespert
  - 2015 : Versailles, série télévisée
  - 2016 : Jackie de Pablo Larraín
  - 2018 : Noureev de Ralph Fiennes
  - 2020 : La Bonne Épouse de Martin Provost
  - 2021 : Délicieux d'Éric Besnard
  - 2023 : Une affaire d'honneur de Vincent Perez
  - 2024 : Louise Violet d'Éric Besnard
  - 2026 : Changer l'eau des fleurs de Jean-Pierre Jeunet

- Costumière, assistante, habilleuse : 
  - 1983 : L'Été meurtrier de Jean Becker
  - 1984 : Le Matelot 512 de René Allio
  - 1986 : Jean de Florette de Claude Berri
  - 1986 : Manon des Sources de Claude Berri
  - 1991 : La Neige et le Feu de Claude Pinoteau
  - 1994 : Prince of Jutland de Gabriel Axel
  - 1995 : La Cité des enfants perdus de Jean-Pierre Jeunet et Marc Caro

## Distinctions

### Décorations
- Chevalière de l'ordre des Arts et des Lettres le 25 juin 2018 par la ministre de la Culture, Françoise Nyssen[1].

### Récompenses
- César des meilleurs costumes pour Un long dimanche de fiançailles (2005)
- César des meilleurs costumes pour Séraphine (2009)
- Festival international du film de fiction historique : Prix d'honneur (2015)
- British Academy Film Awards 2017 : Meilleurs costumes pour Jackie (2017)
- César des meilleurs costumes pour La Bonne Épouse (2021)

### Nominations
- César des meilleurs costumes pour Le Fabuleux Destin d'Amélie Poulain (2002)
- César des meilleurs costumes pour Micmacs à tire-larigot (2010)
- César des meilleurs costumes pour Camille redouble (2013)
- César des meilleurs costumes pour L'Extravagant voyage du jeune et prodigieux T.S. Spivet (2014)
- César des meilleurs costumes pour Yves Saint Laurent (2015)
- Oscar des meilleurs costumes pour Jackie (2016)
- César des meilleurs costumes pour Délicieux (2022)